# Weimar (Lahn)
Weimar (Lahn) ist eine Gemeinde im Süden des mittelhessischen Landkreises Marburg-Biedenkopf. Sitz der Gemeindeverwaltung ist Niederweimar.

## Geografie

### Geografische Lage
Das Gemeindegebiet erstreckt sich vom Tal der Lahn südlich Marburgs nach Westen bis zu denen der Nebenflüsse Allna (nebst Ohe), Wenkbach und Walgerbach, die in den Nebenarm Par-Allna fließen.
Naturräumlich liegen fast alle Ortsteile im Niederwalgern-Fronhäuser Lahntal (Orte an oder nahe der Lahn). In der Elnhausen-Michelbacher Senke liegen Weiershausen und Allna an den Unterläufen des Allna-Systems (sowie die unbesiedelten Wenkbach-Oberläufe), in den Damshäuser Kuppen liegt Nesselbrunn am Mittellauf der Ohe. Im Naturraum Salzbödetal liegt der im Gemeindegebiet unbesiedelte Oberlauf des Walgerbachs oberhalb von Kehna.
Die Großgemeinde umfasst eine Fläche von zirka 47 Quadratkilometern.

### Gemeindegliederung

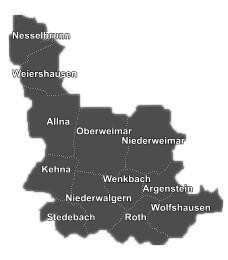
Ortsteile der Gemeinde Weimar (Lahn)

Weimar besteht aus den folgenden Ortschaften (in Klammern Einwohnerzahlen vom Zensus 2011):
- Allna (192)
- Argenstein (345)
- Kehna (60)
- Nesselbrunn (90)
- Niederwalgern (1 419)
- Niederweimar (2 382)
- Oberweimar (621)
- Roth (804)
- Stedebach (21)
- Weiershausen (81)
- Wenkbach (588)
- Wolfshausen (360)

### Nachbargemeinden
Weimar grenzt im Norden an die Stadt Marburg, im Osten an die Gemeinde Ebsdorfergrund, im Süden an die Gemeinde Fronhausen, im Südwesten an die Gemeinde Lohra, sowie im äußersten Westen an die Stadt Gladenbach (alle im Landkreis Marburg-Biedenkopf).

## Geschichte
Die Bezeichnung Weimar soll sich aus den altgermanischen Worten wih (heilig, geweiht) und dem althochdeutschen mar (See, Sumpf oder Moor) zusammensetzen.
Allna wurde bereits um 807 erstmals urkundlich erwähnt und ist damit der am frühesten genannte Ortsteil der Gemeinde. Daneben gelten Kehna, Oberweimar und Niederweimar allein aufgrund ihrer Namen als die ältesten Orte im Gemeindegebiet. Die Gründung der Martinskirche in Oberweimar wird in vorbonifazianischer Zeit, also etwa um 600, zur Zeit der Missionierung durch iroschottische Mönche, angenommen.
In den letzten Jahren wurden bei Erweiterungen der Kiesgrube bei Niederweimar große neolithische und frühkaiserzeitliche Siedlungen gefunden, die in Notgrabungen gesichert wurden. Im Bereich der Allna entsteht zurzeit das Freilichtmuseum Zeiteninsel.

### Frühere Gliederung
Vor der Gründung der Gemeinde gehörten die Orte zu Gerichtsbezirken, die auch Verwaltungsfunktionen wahrnahmen. Die Orte Allna, Oberweimar (mit Germershausen), Weiershausen, Kehna, Nesselbrunn, Niederwalgern und Wolfshausen gehörten zum Gericht Reizberg. Die Gerichtsstätte Reizberg befand sich auf einem bei Oberweimar gelegenen Hügel. Oberweimar war auch kirchliches Zentrum der weiteren Umgebung; bis zur Errichtung einer eigenen Pfarrei im zwölften Jahrhundert gehörte auch Marburg zum Pfarrbezirk der Martinskirche in Oberweimar. Die Orte Argenstein, Wenkbach und Roth waren zum Gericht Schenkisch Eigen der adeligen Schenken zu Schweinsberg zusammengefasst. Stedebach war Eigentum des Deutschen Ordens, während Niederweimar ein landgräfliches Eigengericht war.

### Großgemeinde Weimar

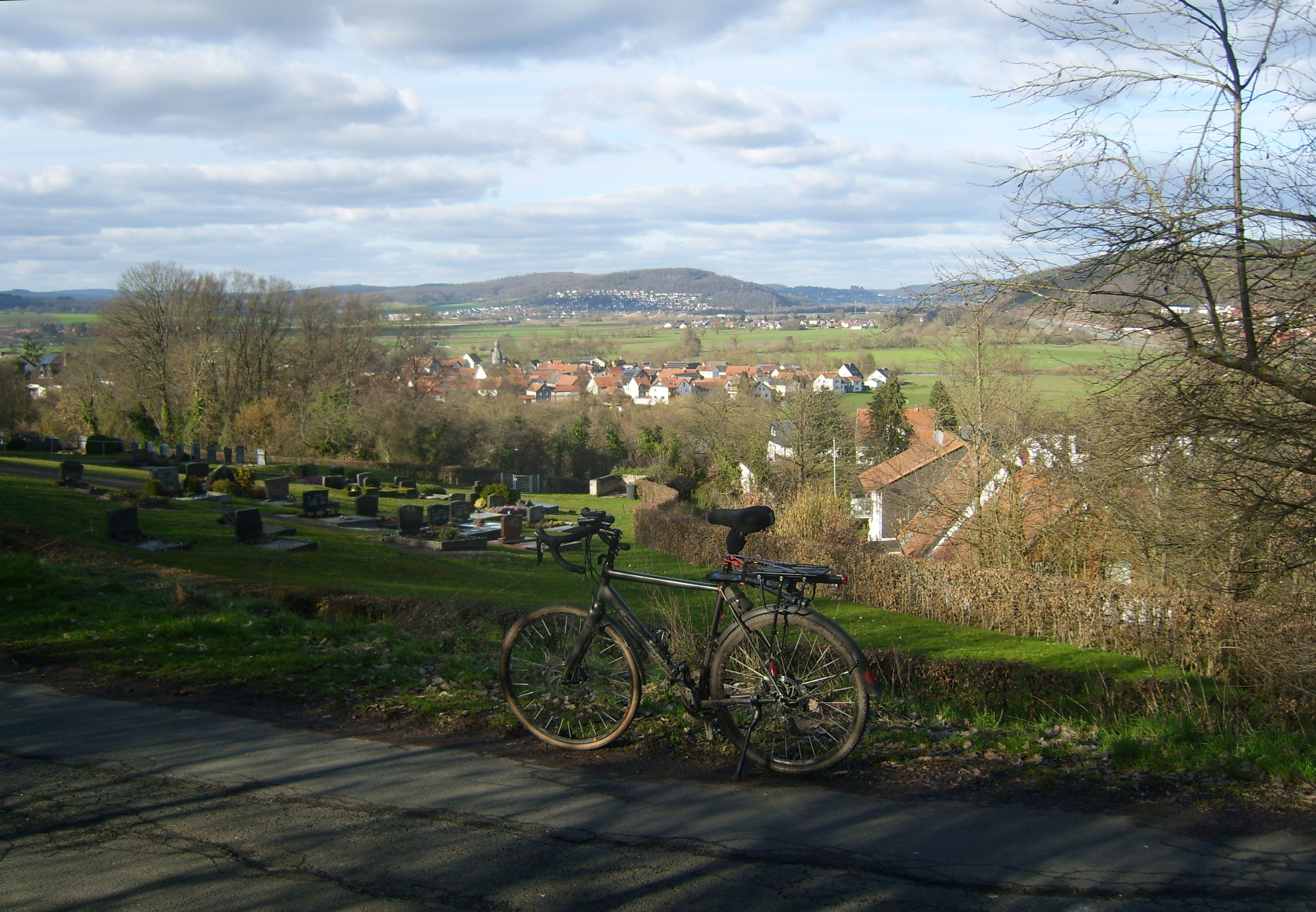
Blick vom Friedhof Roth auf dem bis 223 m hohen Geiersberg zum eigentlichen Marburger Lahntal, das durch den Weimarschen Kopf (305,4 m, zentral Hintergrund) verriegelt wird. Im halbrechten Hintergrund und ebenfalls auf dem Marburger Rücken das Marburger Schloss, rechts davon die Lahnberge mit dem Rothlauf (287,4 m). Vor dem Weimarschen Kopf Niederweimar, rechts davor Argenstein, vor dem Rothlauf Wolfshausen.

Die Gemeinde Weimar entstand im Zuge der Gebietsreform in Hessen am 1. Februar 1971 durch die freiwilligen Gemeindefusion der Gemeinden Allna, Niederweimar und Oberweimar. Am 1. Juli 1972 traten nach langwierigen Verhandlungen die Orte Argenstein, Roth, Weiershausen und Wenkbach der Gemeinde Weimar bei. Kraft Gesetzes wurden am 1. Juli 1974 die Gemeinden Kehna, Nesselbrunn, Niederwalgern, Stedebach, Wolfshausen und Weimar zur erweiterten Großgemeinde Weimar zusammengeschlossen. Für alle ehemals eigenständigen Gemeinden von Weimar wurden Ortsbezirke mit Ortsbeirat und Ortsvorsteher eingerichtet. Als Verwaltungssitz wurde der Ortsteil Niederweimar bestimmt.

## Bevölkerung

### Einwohnerstruktur
Statistik 2008
- Einwohnerzahl: 7021
  - davon Frauen: 3592 (51,2 %)
  - davon Männer: 3429 (48,8 %)
  - davon Ausländer: 166 (2,4 %)
  - davon arbeitslos: 162 (2,3 %)
  - davon im Alter...
    - ...bis 18 Jahren: 1307 (18,6 %)
    - ...zwischen 18 und 60 Jahren: 4146 (59,1 %)
    - ...über 60 Jahre: 1568 (22,3 %)
- Haushaltssumme: 9,658 Mio. Euro
- Gewerbesteueraufkommen: 0,477 Mio. Euro
- Pro-Kopf-Verschuldung: 812 Euro

Stand: 1. Januar 2008; Quelle: Oberhessische Presse, 23. April 2008
Zensus 2011
Nach den Erhebungen des Zensus 2011 lebten am Stichtag, dem 9. Mai 2011, in Weimar 6967 Einwohner. Darunter waren 154 (2,2 %) Ausländer, von denen 70 aus dem EU-Ausland, 38 aus anderen europäischen Ländern und 46 aus anderen Staaten kamen. (Bis zum Jahr 2019 erhöhte sich die Ausländerquote auf 4,8 %.) Nach dem Lebensalter waren 1227 Einwohner unter 18 Jahren, 2955 zwischen 18 und 49, 1482 zwischen 50 und 64 und 1302 Einwohner waren älter. Die Einwohner lebten in 2955 Haushalten. Davon waren 795 Singlehaushalte, 825 Paare ohne Kinder und 1017 Paare mit Kindern, sowie 255 Alleinerziehende und 63 Wohngemeinschaften. In 513 Haushalten lebten ausschließlich Senioren und in 2031 Haushaltungen lebten keine Senioren.

### Einwohnerentwicklung
| Weimar (Lahn): Einwohnerzahlen von 1973 bis 2020                  | Weimar (Lahn): Einwohnerzahlen von 1973 bis 2020 | Weimar (Lahn): Einwohnerzahlen von 1973 bis 2020 | Weimar (Lahn): Einwohnerzahlen von 1973 bis 2020 | Weimar (Lahn): Einwohnerzahlen von 1973 bis 2020 |
| ----------------------------------------------------------------- | ------------------------------------------------ | ------------------------------------------------ | ------------------------------------------------ | ------------------------------------------------ |
| Jahr                                                              |                                                  |                                                  |                                                  | Einwohner                                        |
| 1973                                                              | 1973                                             |                                                  | 5.674                                            | 5.674                                            |
| 1975                                                              | 1975                                             |                                                  | 5.914                                            | 5.914                                            |
| 1980                                                              | 1980                                             |                                                  | 6.062                                            | 6.062                                            |
| 1985                                                              | 1985                                             |                                                  | 6.212                                            | 6.212                                            |
| 1990                                                              | 1990                                             |                                                  | 6.402                                            | 6.402                                            |
| 1995                                                              | 1995                                             |                                                  | 6.721                                            | 6.721                                            |
| 2000                                                              | 2000                                             |                                                  | 6.988                                            | 6.988                                            |
| 2005                                                              | 2005                                             |                                                  | 6.982                                            | 6.982                                            |
| 2010                                                              | 2010                                             |                                                  | 6.923                                            | 6.923                                            |
| 2011                                                              | 2011                                             |                                                  | 6.967                                            | 6.967                                            |
| 2015                                                              | 2015                                             |                                                  | 7.083                                            | 7.083                                            |
| 2020                                                              | 2020                                             |                                                  | 7.180                                            | 7.180                                            |
| Quellen: Hessisches Statistisches Informationssystem; Zensus 2011 |                                                  |                                                  |                                                  |                                                  |

### Religionszugehörigkeit
| • 1987: | 4991 evangelische (= 79,5 %), 586 katholische (= 9,4 %), 699 sonstige (= 11,1 %) Einwohner   |
| • 2011: | 4549 evangelische (= 65,3 %), 719 katholische (= 11,3 %), 1699 sonstige (= 24,4 %) Einwohner |

## Politik

### Gemeindevertretung
Die Kommunalwahl am 14. März 2021 lieferte folgendes Ergebnis, in Vergleich gesetzt zu früheren Kommunalwahlen:
| Gemeindevertretung – Kommunalwahlen 2021 | Gemeindevertretung – Kommunalwahlen 2021                                        |
| --- | ------------------------------------------------------------------------------- |
| Stimmenanteil in %Wahlbeteiligung: 57,7 % 403020100 25,5 (−1,3)24,8 (−10,5)24,2 (+0,5)18,3 (+10,0)7,2 (+1,4) CDUSPDFBWcGrüneFDP20162021Anmerkungen:c Freie Bürgerliste Weimar | SitzverteilungInsgesamt 23 Sitze - SPD: 6 - Grüne: 4 - FDP: 2 - FBW: 5 - CDU: 6 |

| Parteien und Wählergemeinschaften | Parteien und Wählergemeinschaften           | 2021  | 2021  | 2016  | 2016  | 2011  | 2011  | 2006  | 2006  | 2001  | 2001  |
| Parteien und Wählergemeinschaften | Parteien und Wählergemeinschaften           | %     | Sitze | %     | Sitze | %     | Sitze | %     | Sitze | %     | Sitze |
| --------------------------------- | ------------------------------------------- | ----- | ----- | ----- | ----- | ----- | ----- | ----- | ----- | ----- | ----- |
| CDU                               | Christlich Demokratische Union Deutschlands | 25,5  | 6     | 26,8  | 6     | 29,1  | 7     | 35,2  | 11    | 35,8  | 11    |
| SPD                               | Sozialdemokratische Partei Deutschlands     | 24,8  | 6     | 35,3  | 8     | 35,1  | 8     | 35,0  | 11    | 38,9  | 12    |
| FBW                               | Freie Bürgerliste Weimar                    | 24,2  | 5     | 23,7  | 6     | 15,9  | 4     | 14,6  | 4     | —     | —     |
| Grüne                             | Bündnis 90/Die Grünen                       | 18,3  | 4     | 8,3   | 2     | 14,7  | 3     | 8,6   | 3     | 9,4   | 3     |
| FDP                               | Freie Demokratische Partei                  | 7,2   | 2     | 5,8   | 1     | 5,1   | 1     | 6,6   | 2     | 5,6   | 2     |
| BLN                               | Bürgerliste Niederwalgern                   | —     | —     | —     | —     | —     | —     | —     | —     | 5,6   | 2     |
| FWG                               | Freie Wählergemeinschaft Weimar             | —     | —     | —     | —     | —     | —     | —     | —     | 4,7   | 1     |
| Gesamt                            | Gesamt                                      | 100,0 | 23    | 100,0 | 23    | 100,0 | 23    | 100,0 | 31    | 100,0 | 31    |
| Ungültige Stimmen in %            | Ungültige Stimmen in %                      | 2,0   | —     | 3,4   | —     | 2,7   | —     | 2,4   | —     | 2,3   | —     |
| Wahlbeteiligung in %              | Wahlbeteiligung in %                        | 57,7  | 57,7  | 54,0  | 54,0  | 56,4  | 56,4  | 55,5  | 55,5  | 62,3  | 62,3  |

### Bürgermeister
Nach der hessischen Kommunalverfassung wird der Bürgermeister für eine sechsjährige Amtszeit gewählt, seit dem Jahr 1993 in einer Direktwahl, und ist Vorsitzender des Gemeindevorstands, dem in der Gemeinde Weimar neben dem Bürgermeister ehrenamtlich ein Erster Beigeordneter und acht weitere Beigeordnete angehören. Bürgermeister ist seit dem 30. Dezember 2022 Markus Herrmann (FBW). Er wurde als Nachfolger von Peter Eidam, der nach zwei Amtszeiten nicht mehr kandidiert hatte, am 9. Oktober 2022 in einer Stichwahl bei 51,5 Prozent Wahlbeteiligung mit 62,6 Prozent der Stimmen gewählt.
Amtszeiten der Bürgermeister
- 2022–2028 Markus Herrmann (FBW)[17]
- 2010–2022 Peter Eidam
- 2004–2010 Volker Muth (SPD)
- 1974–2004 Karl Krantz (CDU)

### Wappen
Am 11. März 1971 genehmigte der Hessische Minister des Innern das Wappen mit folgender Beschreibung:
| Wappen von Weimar | Blasonierung: „Im von Rot und Silber gespaltenen Schild eine Rose in gewechselten Farben.“                                                                               |
| Wappen von Weimar | Wappenbegründung: Als Symbol für die neue Gemeinde wurde die Rose gewählt, da sie das Aufblühen der Gemeinde symbolisiert. Die Farben sind die Farben des Landes Hessen. |

### Flagge
Am 3. Mai 1977 genehmigte der Hessische Minister des Innern die Flagge mit folgender Beschreibung:

„Die Flagge der Gemeinde Weimar zeigt auf zwei gleichbreiten Flaggenbahnen von Weiß und Rot im oberen Drittel das Wappen der Gemeinde.“

Eine amtliche Hissflagge führt die Gemeinde nicht. Lokal wird jedoch, angelehnt an die Bannerflagge, eine weiß-rote Flaggenbahn, belegt mit dem Gemeindewappen verwendet.

### Gemeindepartnerschaften
Weimar (Lahn) unterhält mit folgenden Gemeinden eine Gemeindepartnerschaft:
- Sawtry, England, Vereinigtes Königreich
- Wutha-Farnroda, Thüringen, Deutschland
- Słupca (Slupca), Woiwodschaft Großpolen, Polen (seit 2006)

## Kultur und Sehenswürdigkeiten

### Bauwerke

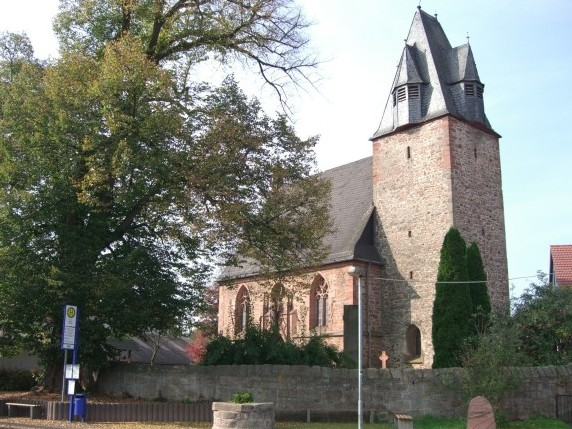
Wehrkirche im Ortsteil Wenkbach

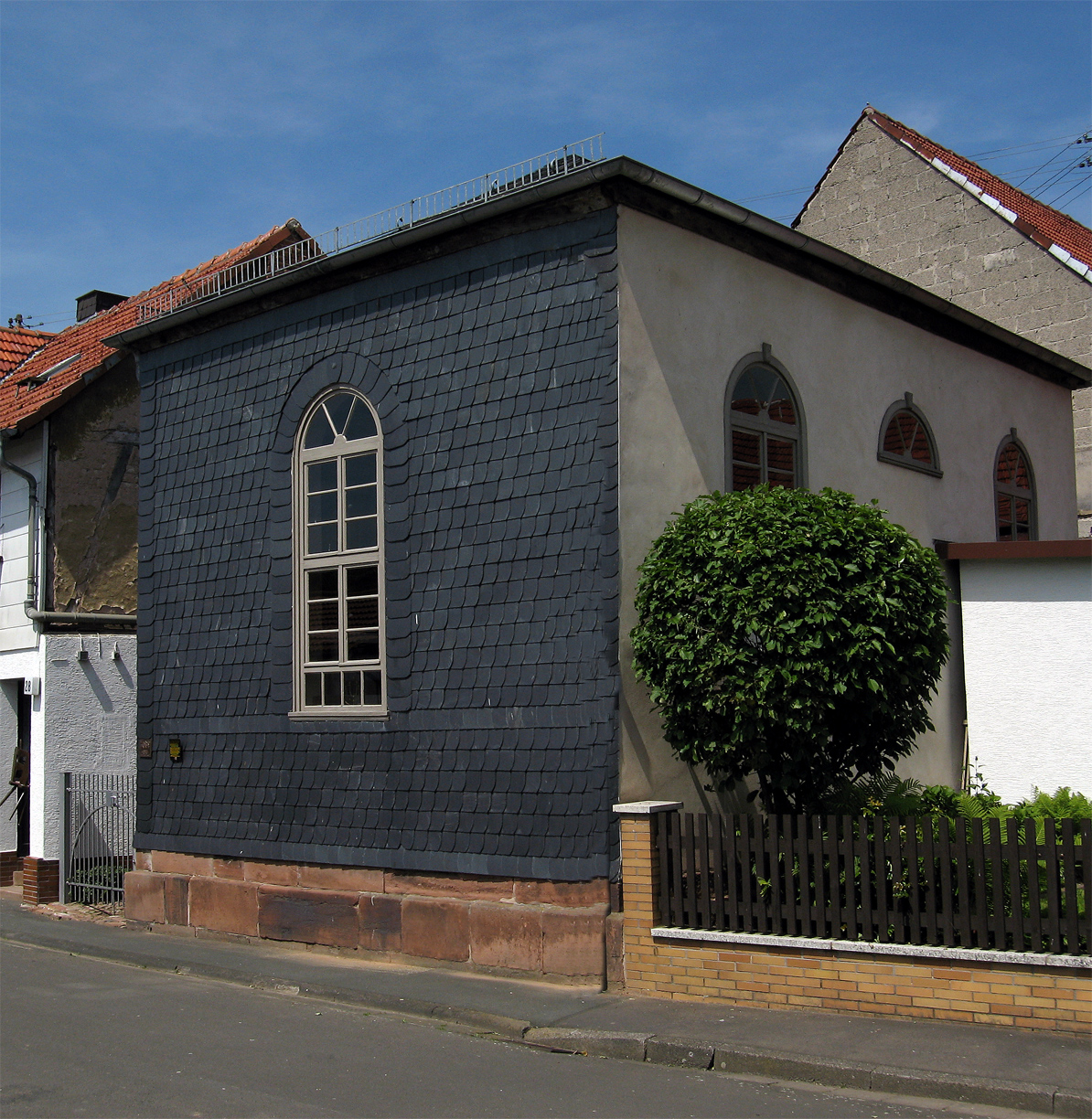
Landsynagoge in Roth

Zu den sehenswerten Bauwerken der Gemeinde zählt unter anderem die Wehrkirche im Ortsteil Wenkbach sowie die Kirchen in Niederweimar, Niederwalgern, Allna und Roth. Die Mühle in Argenstein und die Landsynagoge in Roth gehören ebenso dazu, wie auch alte Fachwerkhäuser, die sich in einigen Ortsteilen finden.

### Musik
Diverse Vereine in den Ortsteilen der Gemeinde bieten ein vielfältiges musikalisches Angebot. Über mehrere Gesangvereine und Chöre gibt es bis zu einem Posaunenchor und dem Orchester des Bürger- und Kulturvereins Wenkbach alle Arten von Musikvereinen in Weimar (Lahn).

### Sport
Größte Sportvereine in der Gemeinde sind die SG Niederwalgern/Wenkbach, der SC Roth/Argenstein und der TSV Niederweimar. Im Fußball bilden die Vereine aus Niederwalgern und Wenkbach sowie Roth und Argenstein eine Spielgemeinschaft und nehmen als FSG Südkreis am Spielbetrieb in der mittelhessischen Kreisoberliga teil. Der TSV Niederweimar hat seit dem Jahr 2009 keine eigenständige Mannschaft mehr und spielt in einer Spielgemeinschaft mit dem Verein aus dem Marburger Stadtteil Haddamshausen in der Kreisoberliga Marburg. Auch für andere Sportarten gibt es Vereine: Tennis wird beispielsweise bei der SG Niederwalgern/Wenkbach wie auch beim in Wolfshausen ansässigen TV Weimar angeboten. Tischtennis kann man unter anderem in Wenkbach in der entsprechenden Abteilung des Bürger- und Kulturvereins spielen.

## Wirtschaft und Infrastruktur

### Wirtschaftsstruktur
Das größte Misch- und Gewerbegebiet der Gemeinde befindet sich am südlichen Ende des Ortsteils Wenkbach. Dort befinden sich die Firmen YKK und Pauly. Verteilt auf die Ortsteile gibt es zudem vor allem kleine Handwerksbetriebe.

### Verkehr

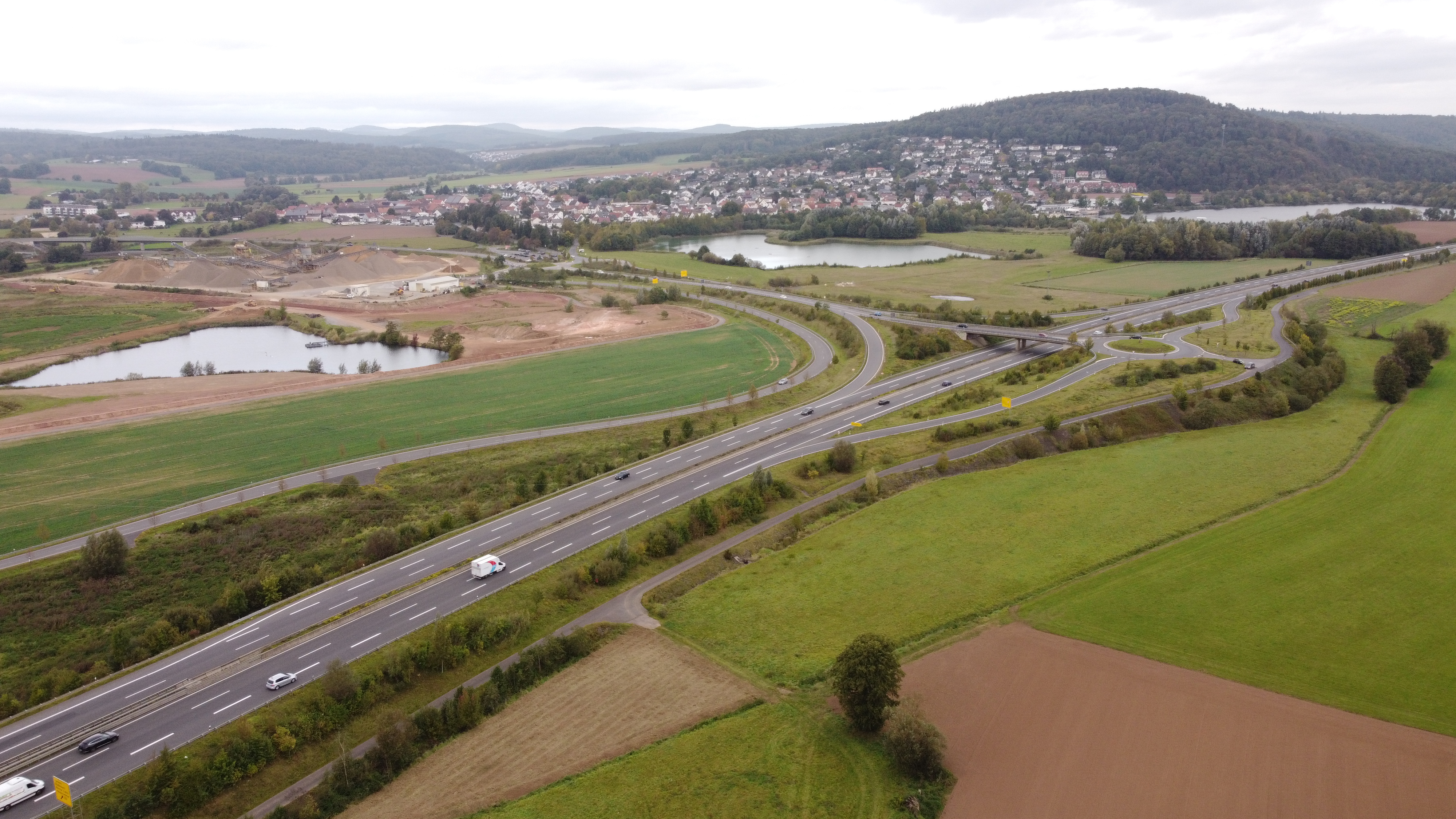
Bundesstraße 3 mit Anschluss der Bundesstraße 255 bei Niederweimar

Durch das Gemeindegebiet verläuft die vierspurige Bundesstraße 3. Anschluss gibt es an den Ausfahrten Gisselberg, Niederweimar und Wolfshausen/Roth. Zudem führt die in Marburg beginnende Bundesstraße 255 durch die Gemeinde und bietet eine Verkehrsanbindung in Richtung Gladenbach und Herborn. In Niederwalgern und Niederweimar befinden sich Haltepunkte an der Main-Weser-Bahn Kassel-Frankfurt, an denen Regionalbahnen und Regionalexpresszüge (nur in Niederwalgern) halten. Verschiedene Buslinien verbinden die Ortsteile untereinander und mit den Nachbargemeinden.

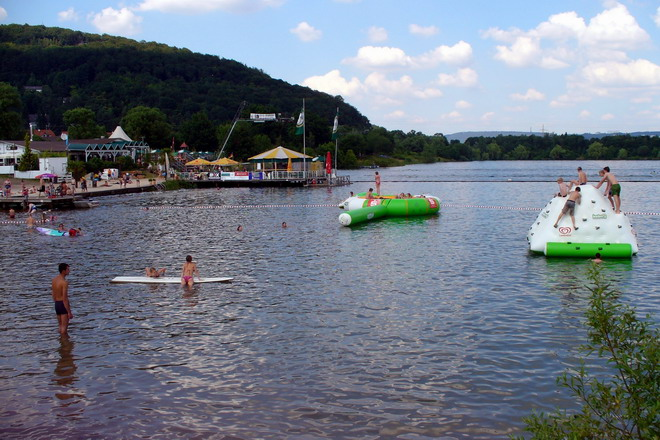
Seepark in Niederweimar

→ Siehe: Bahnhof Niederwalgern

### Freizeitmöglichkeiten
Einige kleinere Freizeiteinrichtungen, beispielsweise Spielplätze, gibt es in den meisten Ortsteilen. Überregional bekannt ist der Seepark in Niederweimar.

### Medien
In der Gemeinde Weimar (Lahn) erscheint als Tageszeitung die Oberhessische Presse (OP). Die Marburger Neue Zeitung wurde im Oktober 2010 eingestellt. Kostenlos werden die Wochenzeitungen Marburg extra mittwochs sowie win samstags, beide vom Verlag der OP herausgegeben, sowie die Mittelhessische Anzeigen-Zeitung (MAZ) am Mittwoch und das Sonntagmorgenmagazin (SMM) verteilt. Durch den Wittich-Verlag wird das wöchentliche Gemeinde-Mitteilungsblatt herausgegeben. Einmal im Monat erscheint das kostenlose Informationsblatt Lahnblick. 1986 wurde aus einer Initiative von Ökonomiestudenten der Philipps-Universität Marburg hier der Metropolis-Verlag gegründet.

## Persönlichkeiten
- Walter Schlesinger (1908–1984), Historiker, lebte und starb im Ortsteil Wolfshausen
- Michael Meier (1928–2022), römisch-katholischer Erzbischof von Mount Hagen, im Ortsteil Wolfshausen geboren
- Volker Beuthien (* 1934 in Lübeck), Rechtswissenschaftler und Hochschullehrer
- Karl-Heinz Lather (1948–2021), General des Heeres der Bundeswehr und Stabschef im NATO-Hauptquartier Europa, geboren und aufgewachsen im Ortsteil Kehna
- Dirk Wolf (* 1972), Fußballspieler, ehemals unter anderem bei Eintracht Frankfurt, aufgewachsen im Ortsteil Argenstein